# The Crimson Idol
Albums de W.A.S.P.
The Headless Children
(1989) Still Not Black Enough
(1995)
The Crimson Idol est le cinquième album studio du groupe de heavy metal américain W.A.S.P., à l'origine publié par Capitol Records en 1992 (et en 1993 aux États-Unis). C'est un opéra-rock racontant l'histoire de la montée et de la chute de la rock star fictive Jonathan Steel, qui fut délaissé par ses parents, et devint une star du rock après avoir volé une guitare, et finit par sombrer peu à peu dans la drogue et l'alcool car malgré tout ce qu'il lui est arrivé, ses parents n'accepteront jamais leur fils.
L'album prend environ trois années à produire et est à l'origine un album solo de Blackie Lawless. Cependant, Lawless décide de se soumettre à la pression des fans et le publie sous le nom de W.A.S.P. L'album sort quelques mois après Streets: A Rock Opera, un opéra-rock du groupe Savatage ayant un thème similaire (l'ascension et la chute d'une rock star).
L'album paraît sous deux versions dont une contient deux disques (l'album et un disque de face-B et d'enregistrements public).
À l'occasion du 25e anniversaire de cet album, le groupe annonce la sortie en 2017 d'une version réenregistrée, nommée Re-Idolized: the soundtrack to The Crimson Idol, et une tournée intitulée Re-Idolized: The 25th Anniversary Of The Crimson Idol,. L'album comprend six morceaux supplémentaires.

## Histoire
L'histoire de The Crimson Idol tourne autour d'un adolescent nommé Jonathan Steel, fils de William et Elizabeth Steel, et frère de Michael Steel. Michael est le fils préféré de ses parents, et Jonathan est un échec complet à leurs yeux. Il quitte sa maison après la mort de son frère, tué dans un accident de la route par un chauffard ivre, et commence à errer dans les rues, devenant accro aux drogues et à l'alcool.
Un jour, en passant devant un magasin d'instruments de musique, il voit une guitare rouge cramoisi (d'où le nom « The Crimson Idol », « L'idole Rouge Cramoisi ») et décide de devenir une star du rock. Il vole la guitare et en joue aussi souvent qu'il peut, essayant d'amasser l'argent nécessaire à la production d'un album. Il fait alors la rencontre de « Chainsaw » Charlie, le président d'un label. Charlie promet à Jonathan de faire de lui une star et lui présente Alex Rodman, qui devient son manager.
Jonathan devient une célébrité reconnue internationalement, mais se rend compte que sa vie n'est pas aussi glamour qu'il y paraît. Il a l'argent et la gloire, mais pas les seules choses qu'il a toujours désirées : l'amour et la reconnaissance de ses parents.
Une nuit, avant un concert, Jonathan appelle ses parents en espérant se réconcilier avec eux et faire une croix sur le passé. D'après l'histoire, « Moins de cinquante mots ont été dits » et les quatre derniers furent « Nous n'avons aucun fils ». Jonathan comprend qu'il ne sera jamais aimé par ses parents et décide de mettre fin à ses jours. Durant le concert, il démonte les cordes de sa guitare, fabrique un nœud coulant et se pend à l'aide de celui-ci.

## Liste des titres
Toutes les chansons sont écrites et composées par Blackie Lawless. 
| No | Titre                                        | Durée |
| -- | -------------------------------------------- | ----- |
| 1. | The Titanic Overture                         | 3:31  |
| 2. | The Invisible Boy                            | 5:13  |
| 3. | Arena of Pleasure                            | 4:59  |
| 4. | Chainsaw Charlie (Murders in the New Morgue) | 8:41  |
| 5. | The Gypsy Meets the Boy                      | 4:15  |

| No  | Titre                          | Durée |
| --- | ------------------------------ | ----- |
| 6.  | Doctor Rockter                 | 3:51  |
| 7.  | I Am One                       | 5:25  |
| 8.  | The Idol                       | 8:40  |
| 9.  | Hold on to My Heart            | 4:22  |
| 10. | The Great Misconceptions of Me | 9:44  |

### Titre bonus (1998)
| No  | Titre                                                | Durée |
| --- | ---------------------------------------------------- | ----- |
| 11. | The Story of Jonathan (Prologue to The Crimson Idol) | 16:35 |

### Disque bonus (1998)
Toutes les chansons sont écrites et composées par Blackie Lawless, sauf la piste 3 par Led Zeppelin, la piste 7 par Lawless Holmes et la piste 11 par Pete Townshend.
| No | Titre                                | Durée |
| -- | ------------------------------------ | ----- |
| 1. | Phantoms in the Mirror               | 4:36  |
| 2. | The Eulogy                           | 4:16  |
| 3. | When the Levee Breaks (Led Zeppelin) | 7:06  |
| 4. | The Idol (Live Acoustic)             | 4:35  |
| 5. | Hold on to My Heart (live acoustic)  | 4:23  |
| 6. | I Am One (live Donington 1992)       | 4:58  |

| No  | Titre                                                | Durée |
| --- | ---------------------------------------------------- | ----- |
| 7.  | Wild Child (live Donington 1992)                     | 5:53  |
| 8.  | Chainsaw Charlie (Murders in the New Morgue) (live)  | 8:24  |
| 9.  | I Wanna Be Somebody (live Donington 1992)            | 6:14  |
| 10. | The Invisible Boy (live Donington 1992)              | 4:15  |
| 11. | The Real Me (live Donington 1992)                    | 3:41  |
| 12. | The Great Misconceptions of Me (live Donington 1992) | 9:45  |

## Composition du groupe
Version originale (1992)
- Blackie Lawless : chants, guitare, claviers, basse
- Bob Kulick : guitare
- Frankie Banali : batterie
- Stet Howland : batterie

Re-Idolized (2018)